# رايموند ر. غيست
رايموند ر. غيست (بالإنجليزية: Raymond R. Guest)‏ هو لاعب البولو ودبلوماسي أمريكي، ولد في 25 نوفمبر 1907 في نيويورك في الولايات المتحدة، وتوفي في 31 ديسمبر 1991 في فريدريكسبيورغ في الولايات المتحدة بسبب ذات الرئة.